# مرقد أبو عبيدة الأنصاري
مرقد أبو عبيدة الأنصاري وهو من المراقد القديمة والأثرية الواقعة في شمال العراق على سفح جبل شنروي، في قضاء حلبجة، ناحية عبابيلي، التابعة لمحافظة السليمانية.
والمرقد مبني من الحجر والطابوق وتعلوه قبة أثرية طليت باللون الأخضر، والصحابي أبو عبيدة الأنصاري توفي في عهد الفتوحات الاسلامية، والمرقد من المراقد التاريخية في منطقة كردستان العراق.